# داجات سارگسیان
داجات گغامی سارگسیان (ارمنی: Տաճատ Գեղամի Սարգսյան؛ زادهٔ ۱ ژانویهٔ ۱۹۴۱) یک  سیاستمدار اهل ارمنستان است که از تاریخ ۱۹۹۰ تا تاریخ ۱۹۹۵ سمت نمایندگی دوره اول شورای عالی جمهوری ارمنستان را برعهده داشت.

## زندگی‌نامه
در ۱ ژانویهٔ ۱۹۴۱  در ارمنستان به دنیا آمد . 